# ГЕС Муконе 2
ГЕС Муконе 2 (італ. Centrale idroelettrica di Mucone 2) — гідроелектростанція на півдні Італії в історичному регіоні Калабрія. Знаходячись нижче від ГЕС Муконе 1, становить нижній ступінь в каскаді ГЕС, створеному в 1950—1955 роках на річці Муконе. Остання є правою притокою Краті, що тече на схід і впадає в затоку Іонічного моря Таранто в муніципалітеті Терранова-да-Сібарі (саме її водами було затоплене давньогрецьке місто Сібаріс).
Відпрацьована на станції першого ступеня вода потрапляє у створений поряд з Муконе нижній балансуючий резервуар. Сюди ж за допомогою водозабірної греблі відводиться додатковий ресурс із річки, після чого вода подається через головний дериваційний тунель довжиною 9,7 км. На своєму шляху він приймає ресурс із лівобережної частини сточища Муконе, захоплену за допомогою водозабірних гребель у місці злиття потоків Martino та Cerico, а також на потоку Mauro. На завершальному етапі тунель переходить у напірний водовід до машинного залу, розташованого за 6 км від впадіння Муконе в Краті.
Основне обладнання ГЕС становлять дві турбіни типу Френсіс потужністю по 27 МВт, які працюють при напорі у 309 метрів.
Видача продукції відбувається по ЛЕП напругою 220 кВ.